# Авторитарна особистість

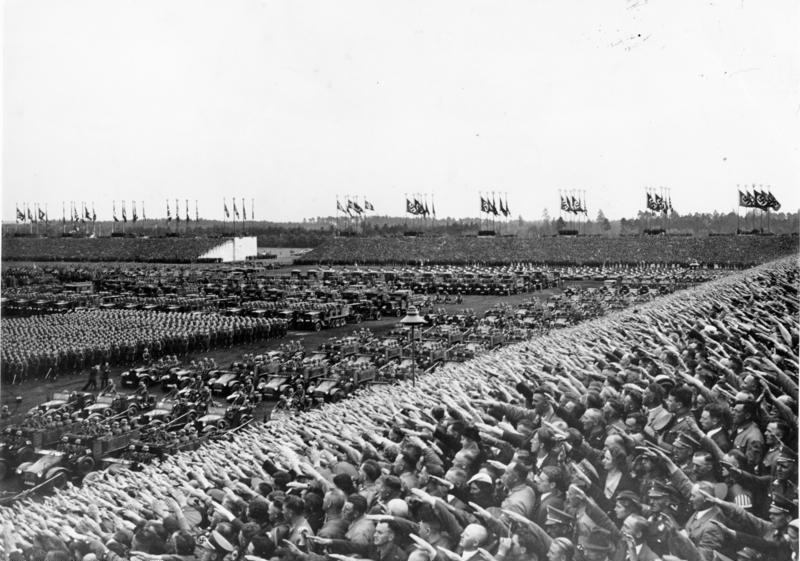
Натовп глядачів вітає Вермахт в Нюрнберзі 1936 року

Авторитарна особистість (від лат. auctoritas — влада, вплив) — поняття і концепція, введені в науковий обіг соціальними філософами другої половини XX ст. Еріхом Фроммом та Теодором Адорно, що фіксують і пояснюють існування особливого типу масової особистості, котра слугує основою тоталітарних режимів.

## Характеристики
Авторитарна особистість обумовлюється стійким комплексом установок особистості, що виправдовують її підлегле становище та нетерпимість до всього, що не відповідає її традиційним уявленням.
Така особистість представлена переважно середнім класом, вона консервативна та виправдовує свою діяльність, якою б вона не була, продовженням традиції. Вона потребує лідера, на котрого перекладає відповідальність за власні вади і вчинки та збереження традиції. Таким лідером може виступати батько, начальник, політична фігура, Бог. Авторитарна особистість схильна засуджувати всіх, хто не поділяє її поглядів, виявляти до них насильство. В насильстві чи агресії щодо обраного суб'єкта авторитарна особистість отримує розрядку напруги, що виникає в силу суперечностей її життя. Для авторитарної особистості окрема людина не має великого значення, за винятком лідера. Волевиявлення, емоційна близькість, фантазія бачаться прерогативою лідера та засуджуються в пересічних людей як такі, що порушують традиційні цінності. Пересічна людина вважається авторитарною особистістю примітивною, аморальною, такою, що потребує «сильної руки» лідера для повноцінного існування; світ — хаотичним і небезпечним, таким, що потребує впорядкування, виправлення.
Оскільки авторитарна особистість перекладає відповідальність із себе на лідера, вона вбачає причини тих чи інших своїх станів, подій у власному житті у впливі ззовні. Ця особистість забобонна, а світ сприймає як боротьбу абсолютних протилежностей. Звідси ненависть до всіх, хто відрізняється від усталеної норми — вони бачаться силами зла, котрі мусово знищити.

## Історія
На початку 1940-х німецько-американський психолог Еріх Фромм досліджував причини масового прийняття нацистської ідеології в Німеччині. Він ввів у науковий вжиток поняття «авторитарний характер», люди якого становлять «людську базу» фашизму. Такі люди свідомо чи несвідомо ототожнюють себе із владою, задовольняючи таким чином власні амбіції та переживаючи приналежність до чогось значного. Типовим носієм «авторитарного характеру» Фромм вважав Мартіна Лютера.
Поняття авторитарної особистості остаточно коцептуалізувалося в колективній монографії «Авторитарна особистість» (1950) групи дослідників Каліфорнійського університету (США), до якої входили Теодор Адорно, Ельзе Френкель-Брунсвік, Невітт Сенфорд і Деніел Левінсон. Вони тлумачили феномен авторитарної особистості в руслі вчення Зигмунда Фройда як наслідок проблем ранньої соціалізації дитини, котра з причини суворого виховання чи емоційної холодності батьків виробляє впевненість у необхідності покори сильним, і накопичує ворожість, яку вона не може безпосередньо виплеснути на батьків, оскільки боїться їх. Авторитарна особистість прагне ототожнювати себе з представниками влади. Приглушена ворожість зміщується на тих, хто має нижчий соціальний статус. Побоювання цих власних імпульсів і потреба жорстко їх пригнічувати призводять до ригідної організації особистості, стереотипного мислення.

## Пострадянська людина
Соціологічні та психологічні дослідження після 2000 р. в Росії дозволили фахівцям Левада-Центру кваліфікувати велику масу сучасних росіян як 'homo postsoveticus' (пострадянська людина), що є типовим випадком авторитарної (або фашизоїдної) особистості.
Наявність у суспільстві значного прошарку авторитарних особистостей, які мають ностальгію за «сильною рукою», є основою для антидемократичної пропаганди, поширення ксенофобських, шовіністичних, расистських та інших реакційних поглядів, упередженого ставлення до меншин, слугує потенційною соціальною базою тоталітарних режимів.

## Виноски
1. 1 2 3  Adorno, Theodor; Frenkel-Brenswik, Else; Levinson, Daniel J.; Sanford, R. Nevitt (27 серпня 2019). The Authoritarian Personality (англ.). Verso Books. ISBN 978-1-78873-165-2. Архів оригіналу за 3 липня 2020. Процитовано 3 липня 2020.
2. 1 2  Авторитарної особистості теорія — ВУЕ. vue.gov.ua. Архів оригіналу за 27 вересня 2020. Процитовано 3 липня 2020.
3. ↑  Л.Гудков, Б.Дубин, Н.Зоркая. Постсоветский человек и гражданское общество. [Архівовано 9 вересня 2013 у Wayback Machine.] М.: Московская школа политических исследований, 2008. — 96 с. ISBN 5-91734-001-2
4. ↑  Авторитарна особистість — ВУЕ. vue.gov.ua. Архів оригіналу за 28 вересня 2020. Процитовано 3 липня 2020.